# Patyi András
Patyi András (Békéscsaba, 1969. március 19. –) magyar jogtudós, jogász, bíró, egyetemi tanár. 2012–2018 között a Nemzeti Közszolgálati Egyetem rektora, 2013–2018 között a Nemzeti Választási Bizottság elnöke. 2018-tól bíró, 2021-2023 között a Kúria elnökhelyettese, 2023 szeptemberétől Magyarország Alkotmánybíróságának bírája.

## Életpályája
Középiskolai tanulmányait a gyulai Erkel Ferenc Gimnáziumban végezte, ahol a Magyar Kommunista Ifjúsági Szövetség vezetője volt. 1993-ban szerzett jogi diplomát summa cum laude minősítéssel a József Attila Tudományegyetem Állam- és Jogtudományi Karán. Ezt követően először indítványelemző lett az Alkotmánybíróságon, majd 1994-ben Vörös Imre alkotmánybíró személyi titkára lett. 1996-tól a nemzeti kisebbségek védelmét ellátó Kaltenbach Jenő ombudsman mellett dolgozott. 1997–2006 között a XII. kerület jegyzője, 2006–2009 között főtanácsadó az Alkotmánybíróságon. 2009–2011 között a Legfelsőbb Bíróság (a mai Kúria) Közigazgatási Kollégium határozatlan időre kinevezett bírája.
1994–2004 között a Szegedi Tudományegyetem Állam- és Jogtudományi Karán oktatott. 2002-ben szerzett PhD fokozatot a Pécsi Tudományegyetemen, disszertációját a közigazgatási bíráskodásról írta. 2003 óta a győri Széchenyi István Egyetem Deák Ferenc Állam és Jogtudományi Kar oktatója, 2007–2008 között kar oktatási, 2008–2010 között pedig tudományos dékánhelyettese. 2011-ben a Széchenyi István Egyetemen szerzett habilitált doktori címet. 2011-től egyetemi tanár. 2012. január 1. – 2018. augusztus 31. között a Nemzeti Közszolgálati Egyetem rektora. 2014–2018 között az Államreform Bizottság elnöke, e munkája során a Kodifikációs Bizottság elnökeként irányította az új Közigazgatási perrendtartás kidolgozását. 2013. szeptember 30 – 2018. augusztus 13. között a Nemzeti Választási Bizottság elnöke, 2018. szeptember 1-jéig az NVB-tagja. 2018-tól bíró, 2021. április 1-jei hatállyal a Kúria elnökhelyettese. 2023. szeptember 2-ai hatállyal megválasztott alkotmánybíró.

## Művei
- Közigazgatási bíráskodásunk modelljei. Tanulmány a magyar közigazgatási bíráskodásról, Logod Bt., Budapest, 2002. 254.
- Az eljárásjogi szabályozás és kodifikáció európai áttekintése (összehasonlító közigazgatási eljárásjog) in. Patyi András (szerk.): Közigazgatási jog II., Dialóg-Campus Kiadó, Budapest-Pécs, 2006. 16. Fejezet, 671 – 715.
- Patyi András (szerk.): Közigazgatási jog II. Közigazgatási hatósági eljárásjog, Budapest-Pécs, Dialóg Campus Kiadó, 2007. 725.
- Patyi András (szerk.): Közigazgatási hatósági eljárásjog, Dialóg Campus kiadó, 2009. 527.
- A közigazgatási bíráskodás alkotmányos hátterének eredete és jelentése; in: Balogh Elemér – Homoki – Nagy Mária (szerk).: Emlékkönyv Dr. Ruszoly József egyetemi tanár 70. születésnapjára. SZTE ÁJK, Szeged, 2010. 653-670.
- Gondolatok a közigazgatási aktusfogalom egyes alkotmányjogi és dogmatikai elemeiről; in: Fazekas Marianna – Nagy Marianna (szerk.): Tanulmányok Berényi Sándor tiszteletére, ELTE Eötvös Kiadó, Budapest, 2010. 329-350.
- Közigazgatási bíráskodás de constitutione ferenda; in: Varga Zs. András – Fröhlich Johanna (szerk.): Közérdekvédelem – A közigazgatási bíráskodás múltja és jövője, PPKE JÁK – KIM, Budapest, 2011. 33-55.
- Közigazgatás –Alkotmány – Bíráskodás, Universitas, Győr, 2011. 271.
- A közigazgatási bíráskodás és a közigazgatás külső ellenőrzése; in: Fazekas, Marianna (szerk.): A közigazgatás tudományos vizsgálata egykor és ma : 80 éve jött létre a budapesti jogi karon a Magyar Közigazgatástudományi Intézet, Gondolat, 2011. Budapest, 183-197.
- A közigazgatási aktustan alapkérdései; in: Patyi András – Varga Zs. András: Általános közigazgatási jog (az Alaptörvény rendszerében), Dialóg Campus, Budapest–Pécs, 2012. 197-227.
- Patyi András (szerk.): Hatósági eljárásjog a közigazgatásban, Dialóg Campus Kiadó, Budapest-Pécs, 2012. 654.
- Az eljárásjogi szabályok helye és értelme a közigazgatásban. [A XIX. Országos Jegyző-Közigazgatási Konferencián Keszthelyen, 2011. szeptember 15-én elhangzott előadás szerkesztett változata], Új Magyar Közigazgatás 2012. 3. sz., 27-29.
- Patyi András – Rixer Ádám – Koi Gyula (szerk.): Hungarian Public Administration and Administrative Law. Schenk Verlag, Passau, 2014. 552.
- Anita Boros – András Patyi: Administrative Appeals and Other Forms of ADR in Hungary; In: Dacian C Dragos – Bogdana Neamtu (szerk.): Alternative Dispute Resolution in European Administrative Law. Heidelberg; London; New York: Springer-Verlag, 2014. 279-336.
- The Courts and Judiciary; In: András Zs Varga – András Patyi – Balázs Schanda (szerk.): The Basic (Fundamental) Law of Hungary: A Commentary of the New Hungarian Constitution. Dublin: Clarus Press, 2015. 197-223.
- Néhány alapkérdés a közigazgatási eljárás és eljárásjog fogalmi köréből; in: Fazekas Marianna: Gazdaság és közigazgatás: Tanulmányok Ficzere Lajos tiszteletére, ELTE Eötvös Kiadó, Budapest, 2015. 187-202.
- Megállapítások és tézisek a magyar közigazgatási bíráskodás körében; in: Hack Péter – Kirply Eszter – Korinek László – Patyi András (szerk.): Gályapadból laboratóriumot. Tanulmányok Finszter Géza professzor tiszteletére, ELTE Eötvös Kiadó, Budapest, 2015. 307-316.
- Patyi András – Köblös Adél: A közigazgatási bíráskodás alkotmányos alapjai, Pro Publico Bono – Magyar Közigazgatás, 2016. 3. sz. 8–29.
- Patyi András: Good Governance and Good Public Administration, Public Governance Administration and Finance Law Review in the European Union and Central Eastern Europe, 2016.1. 1-14.
- A közigazgatási működés jogi alapjai, Dialóg Campus Kiadó, Budapest, 2017[8]
- Lapsánszky András – Patyi András – Takács Albert: A közigazgatás szervezete és szervezeti joga,Dialóg Campus Kiadó, Budapest, 2017[9]
- Patyi András – Varga Zs. András: A közigazgatási eljárásjog alapjai és alapelvei, Dialóg Campus Kiadó, Budapest, 2019[10]
- A magyar közigazgatási bíráskodás elmélete és története, Dialóg Campus Kiadó, Budapest, 2019[11]

## Díjai, elismerései
- Tiszteletbeli doktori (doctor honoris causa) cím (2019)[12]
- Magyar Érdemrend Középkereszt (2018)[13]
- Honvédelemért Kitüntető Cím I. fokozata (2018)
- Marymount University (USA, Arlington, Virginia) – Presidential Award of Merit, Rektori Érdemrend (2017)
- Mestertanár Aranyérem (2015)
- Magyary Zoltán–díj (2009)
- Felsőoktatási Tanulmányi Érdemérem (1993)